# Jeremy King
Jeremy King (* 1963) ist ein amerikanischer Historiker.

## Leben
Er hat an der Yale University (B. A., 1985) und Columbia University (M. A. und Ph.D., 1998) studiert. Im Jahre 1989 arbeitete er in der magyarischen Sektion von Radio Free Europe. Er wurde bekannt durch sein Buch Budweisers Into Czechs and Germans, in dem er die Entwicklung der nationalen Identitäten beschrieben hat. Im akademischen Jahr 1999–2000 war er Berlin Prize Fellow an der American Academy in Berlin.
Zurzeit arbeitet er als Professor für Geschichte mit einem Schwerpunkt auf dem Habsburgerreich und Leiter des Historischen Seminars (Department of History) am Mount Holyoke College.

## Werke (Auswahl)
- Budweisers into Czechs and Germans: A Local History of Bohemian Politics, 1848-1948. Princeton University Press, Princeton/Oxford 2002, ISBN 978-0-691-04892-5.